# ふりむかないで (Winkの曲)
「ふりむかないで」は、Winkの15枚目のシングルである。1992年7月22日にポリスターより発売された。

## 解説
表題曲は、1962年に発売されヒットしたザ・ピーナッツ「ふりむかないで」のカバー。Winkの楽曲として門倉聡が編曲を担当しており、『ザテレビジョン』では「ダンサブルなアレンジで生まれ変わった」として紹介された。本シングルを含めたWinkの全25枚のシングル表題曲において邦楽をカバーしたのは、唯一、本楽曲のみである。
本曲は、1992年7月7日よりフジテレビのクイズ番組『なるほど!ザ・ワールド』のエンディングテーマとして使用された。
カップリング曲は「ロマンスの方舟」。1987年に発売された、イタリアの歌手であるミスター・ジヴァゴの "Little Russian" のカバーである。日本語詞を及川眠子、編曲を船山基紀が担当している。
1992年7月22日に発売。はじめ7月8日発売と告知されていた。オリコンチャートの週間ランキングでは、8月3日付の初登場7位を最高位とし、以後、100位以内には、9月21日付の84位まで、8週連続ランクインした。同チャートの年間ランキングでは、1992年度において売上13.236万枚により141位となっている。

## 収録曲
1. ふりむかないで
  - 作詞：岩谷時子、作曲：宮川泰、編曲：門倉聡
2. ロマンスの方舟
  - 作詞・作曲：セトロジー・アレッサンドロ, デグリノサンティー, マルコ・マッシーニ、日本語詞：及川眠子、編曲：船山基紀

## 収録アルバム
- ふりむかないで
  - Nocturne 〜夜想曲〜
  - Raisonné
  - WINK MEMORIES 1988-1996

- ロマンスの方舟
  - Nocturne 〜夜想曲〜
  - Back to front

## テレビ番組における歌唱
※ 放送日は首都圏のもの。地方の系列局の放送日は異なる場合がある。
- ふりむかないで

| 放送日 (曜日)               | 番組名                             | 放送局     | 衣装 | 備考 |
| --------------------------- | ---------------------------------- | ---------- | ---- | --- |
| 1992.07.19 (日)[注 2][注 3] | 歌謡びんびんハウス[注 2][注 3]     | テレビ朝日 | Ａ   | Winkは同番組の前回7月12日(日)放送分にも出演[注 4]。 |
| 1992.07.24 (金)[6]          | ミュージックステーション[6]        | テレビ朝日 | Ａ   | |
| 1992.07.29 (水)[注 5]       | SOUND ARENA[注 5]                  | フジテレビ | Ｂ   | |
| 1992.08.14 (金)[7]          | ミュージックステーション[7]        | テレビ朝日 | Ａ   | |
| 1992.08.15 (土)[注 6]       | 鶴ちゃんのプッツン5[注 6]          | 日本テレビ | Ｂ   | |
| 1992.09.19 (土)[注 7]       | 第16回長崎歌謡祭[注 7]             | TBS        | Ｃ   | Winkはコンサート用の衣装を着用して本曲を歌唱。 |
| 1992.10.03 (火)[注 8]       | 思い出音楽館[注 8]                 | テレビ朝日 | Ａ   | |
| 1992.12.22 (火)[注 9]       | Silent Night From Angels '92[注 9] | WOWOW      | Ｃ   | Winkはコンサート用の衣装を着用して出演。 1993年10月19日(火)に再放送[注 10]。 同番組は、ビデオ『La Soirée D'anges 〜天使たちの夜会〜』（ポリスター、1993年6月25日）として商品化。『Wink Performance Memories ～30th Limited Edition～』（ポリスター、2019年4月24日）のボーナス映像としても収録。 |
| 1993.04.04 (日)[注 11]      | 日曜はピアノ気分[注 11]            | 読売テレビ | Ｃ   | Winkは同番組に「永遠のレディードール」の衣装を着用して出演し、同曲も歌唱。また、この番組のレギュラー出演者であり本曲の作曲者でもある宮川泰が編曲した「ふりむかないで」を、振付せずに、通崎睦美によるマリンバ伴奏および馬詰のりあきとザ・スクラッチによる演奏で歌う。                            |
- 「衣装」欄の記号：Ａ＝PVの衣装と同じ　Ｂ＝鈴木早智子がペールピンク地、相田翔子がペールブルー地の衣装　Ｃ＝その他（「備考」欄に記載）
- Winkは、1994年12月25日放送の『アイドルオンステージ』（NHK BS2）において、上記Ａの衣装を着用して「シェリー モン シェリ」と松任谷由実の楽曲「恋人がサンタクロース」を歌唱している。

## カバー
- ふりむかないで
  - Yoo Yoo – 英語カバー。タイトルは「Baby Don't Look Back」。Yoo YooによるWinkの楽曲の英語カバーアルバム『WINK COLLECTION』（ポリスター、1992年9月26日）に収録。